# Sedum aetnense
Sedum aetnense är en fetbladsväxtart. Sedum aetnense ingår i Fetknoppssläktet som ingår i familjen fetbladsväxter.

## Underarter
Arten delas in i följande underarter:
- S. a. aetnense
- S. a. aranjuezii